# 了義寺

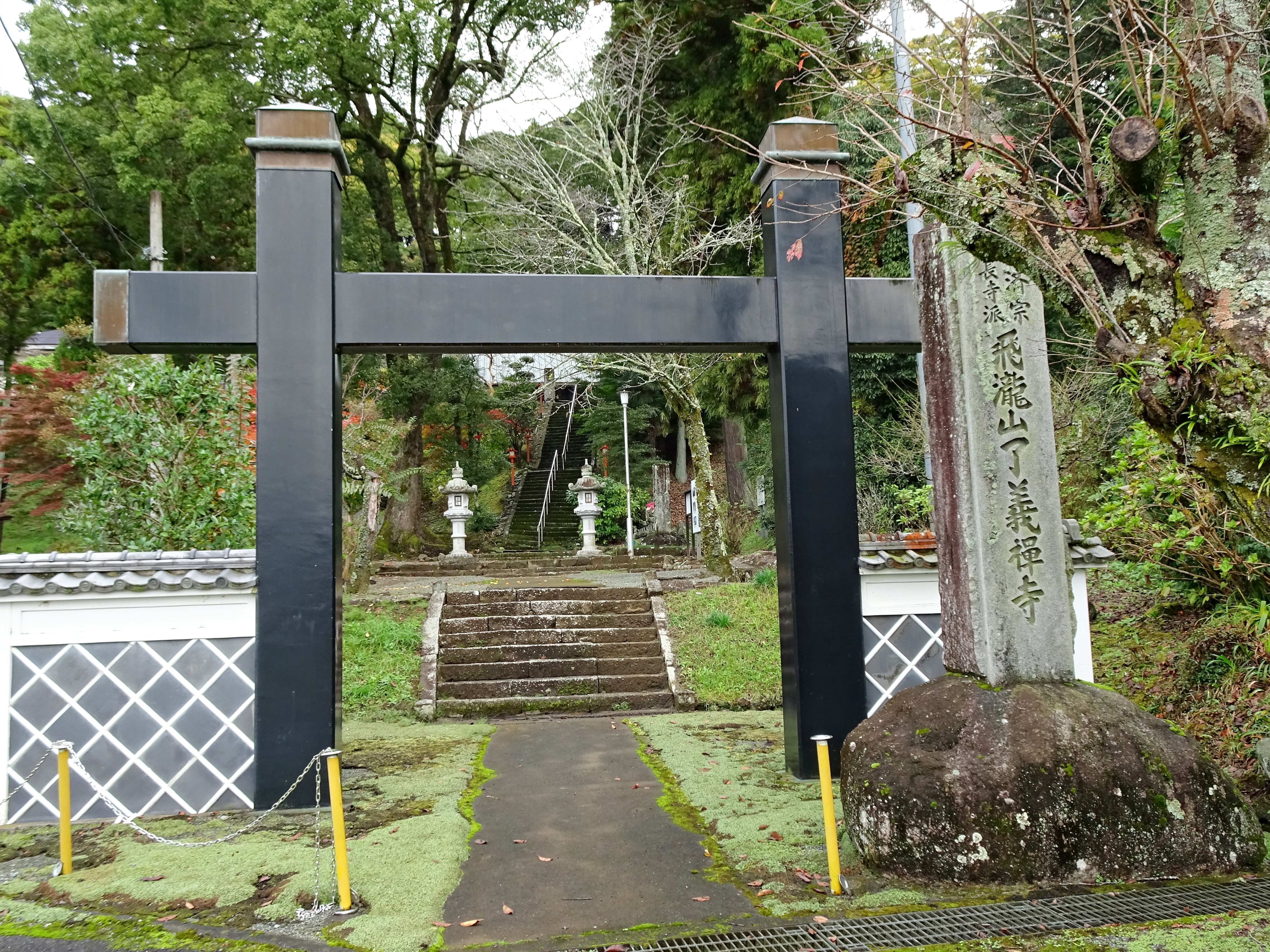
了義寺山門

了義寺（りょうぎじ）は、神奈川県足柄上郡大井町山田1193番地に所在する臨済宗建長寺派の寺院。山名は飛瀧山。

## 概要
本堂、鐘堂などがあり、本堂の裏手には弁天堂がある。更に弁天堂の奥に行くと境内に滝と池がある。
周囲は自然豊かな農村地帯で、了義寺自体は木々に囲まれた緑豊かな丘の上にある。晴れた日には丘の上から富士山を一望することもできる見晴らしのよい立地にある。
樹齢800年を超えるシイノキを含む社寺林などがあり、神奈川県の自然環境保全地域に指定されている。

## アクセス
- 最寄りのJR東海御殿場線上大井駅から徒歩30分程度の地点にあるため、地域のハイキングコースの中継地点としても利用されている。また、同駅から、富士急湘南バスで下山田停留所下車。